# Букви (інформагентство)
Букви — інформаційне агентство, суспільно-політичне та економічне інтернет-видання в Україні, публікується українською та англійською мовами. Особливістю видання є відсутність банерної реклами.
Співзасновниками видання були медіаменеджери Петро Терентьєв і Катерина Рошук.

## Історія
Перші новини з'явилися на сайті видання 2015 року. Головним редактором видання став Данило Романчук.
В 2014 році Петро Терентьєв зареєстрував доменне ім'я сайту bykvu.com, а в 2017 — домен bukvy.ua.
В 2016 році Терентьєв подав заявку, а в 2017 — зареєстрував торговельну марку (ТМ) bukvy.
У травні 2016 року Петро Терентьєв і Катерина Рошук зареєстрували російськомовну газету «Буквы.ком», а у 2017 — інформаційне агентство.
1 грудня 2019 року головною редакторкою видання стала Тетяна Ніколаєнко. Данило Романчук, який раніше обіймав цю посаду, перейшов на позицію шеф-редактора.
В лютому 2020 року «Букви» приєднались до медіаруху «Медіа за усвідомлений вибір».
У квітні 2021 року Тетяна Ніколаєнко залишила посаду головної редакторки видання «Букви». Головним редактором знову став Данило Романчук.
21 квітня 2021 видання оголосило про відмову від версії сайту російською мовою. Натомість з'явилась англійська мова.
У квітні 2021 року у Facebook повідомили, що після перегляду журналістських розслідувань видання «Букви» у співпраці з ФБР виявила і видалила дві мережі ботів, діяльність яких була пов'язана з партією «Слуга народу», лідером партії «Довіра» Олегом Кулінічем, колишнім прем'єр-міністром Володимиром Гройсманом, а також підсанкційним політиком Андрієм Деркачем і політологом Петром Журавлем.
В липні 2021 року «Букви» залишив головний редактор Данило Романчук через незгоду з відмовою власників від російськомовної версії сайту та несвоєчасну реакцію в ситуації з нападом на фотокореспондента видання.
У вересні 2021 року сайт «Букви» зазнав тривалої DDoS-атаки публікації матеріалів розслідувань про шахрайський заробіток Максима Полякова на сайтах знайомств.

### Конфлікт засновників
9 липня 2023 року Катерина Рошук заявила про конфлікт з іншим співзасновником Петром Терентьєвим. Частина команди на чолі з Рошук забрала доступ від соцмереж оригінального сайту (bykvu.com) та використовуючи їх почала роботу на однойменному сайті з новоствореним доменом (bukvy.org).
26 жовтня 2023 року Нацрада з питань телебачення і радіомовлення зареєструвала інтернет-видання «Букви» Катерини Рошук. 
В 2023 році головним редактором сайту bykvu.com став Ігор Примаченко. З початку 2024 року сайт bykvu.com перейменувався на «Межа» з доменом mezha.net.

## Скандали
30 жовтня 2019 року видання опублікувало фото листування, яку вів у сесійній залі ВРУ народний депутат від Слуги народу Богдан Яременко з повією, в якій обговорювалися умови зустрічі. Після цього видання отримало погрози від Яременка та заступника голови фракції «Слуга народу» Олександра Корнієнка, повідомило про спроби різних осіб з'ясувати прізвище фотокореспондента видання, який зафіксував листування.
22 листопада 2021 року співвласник Петро Терентьєв заблокував сайт Coronafakes «По той бік пандемії», доменом якого він володіє, зробивши переадресацію на сайт «Букв». Керівник «По той бік новин» Сергій Одаренко назвав це помстою за те, що фактчекери розкритикували підводку видання до однієї з новин у фейсбуці. Зі свого боку, Петро Терентьєв докладно виклав перебіг подій, що призвів до блокування сайту. Зокрема він повідомив, що купив домен coronafakes.com і оплачував створення, розробку сайту та хостинг. Однак згодом випадково дізнався, що з проєкту пішла Альона Романюк, а хто займається фактчекінгом замість неї та є автором публікацій на сайті — дізнатися не вдалося. Разом з керівницею Інституту розвитку регіональної преси Людмилою Панкратовою було досягнуто домовленості щодо видалення сумнівної публікації на сайті проєкту та припинення дискусії, але СММник «По той бік новин» одразу ж порушив домовленість. Тому до з'ясування всіх обставин сайт було тимчасово заблоковано. Згодом доступ до сайту було відновлено.
23 листопада 2021 року у Facebook видання було опубліковано допис із критикою керівництва та про звільнення частини колективу, чотирьох редакторок та двох SMM-ників. Допис було видалено, на сайті видання з'явилася заява про те, що він не відображав позицію редакції. Адміністрація сайту пояснила, що автором допису був СММник, який начебто винен співвласнику Терентьєву $1400.

## Рейтинги

### Популярність
За даними Factum Group Ukraine у листопаді 2017 сайт bykvu.com відвідали 696 000 унікальних відвідувачів. Згідно з даними SimilarWeb в квітні 2019 сайт видання відвідало 5,15 млн користувачів за місяць.
У квітні 2019 року сайт зайняв 21 місце в рейтингу ТОП-100 новинних сайтів суспільно-політичної тематики в Україні.

### Оцінки
В українському антирейтингу новин, по версії Інституту масової інформації та порталу Texty.org.ua, Букви посіли № 32 з 50. При аналізі не було виявлено фейків та недостовірних новин. Дослідження проводилось в рамках проєкту «Розвиток відповідальних інтернет-ЗМІ» за підтримки Міністерства закордонних справ Чеської республіки у червні-серпні 2018 року.
У вересні 2019 року видання #Букви потрапило до рейтингу Інституту масової інформації (ІМІ), як популярний новинний сайт, що демонструє високий рівень прозорості. Дослідження проводилось за підтримки Фонду розвитку ЗМІ Посольства США в Україні та охопило 50 найпопулярніших новинних сайтів українського сегмента інтернету (згідно з даними SimilarWeb).
У квітні 2020 року видання #Букви та ще п'ять інтернет-видань очолили список найякісніших ЗМІ щодо дотримання професійних стандартів, за результатами аналізу, проведеного ІМІ. У звіті з моніторингу дотримання профстандартів в онлайн-медіа зазначено, що журналісти та редактори надзвичайно ретельно ставляться до джерел інформації та не дозволяють собі оцінювальних суджень у новинних матеріалах. На сайті видання 98,5 % матеріалів не містили порушень професійних стандартів журналістики, зафіксовано найвищий рівень правдивості, не зафіксовано новин з порушенням стандарту балансу думок/точок зору.
Згідно з моніторингового звіту за другий квартал 2020 року, у виданні #Букви немає жодного замовного матеріалу, тобто джинси.
У серпні 2020 року за даними щорічного дослідження ІМІ видання #Букви знову потрапило до рейтингу онлайнових медіа, які демонструють високий рівень прозорості.
У вересні 2020 року видання #Букви посіло перше місце у рейтингу як популярний новинний сайт, що демонструє високий рівень дотримання професійних стандартів. Згідно з аналізом національних онлайн-медіа, проведеного Інститутом масової інформації за підтримки «Інтерньюз-Нетворк», зафіксовано найвищий показник у понад 96 % матеріалів, написаних без порушень професійних стандартів.
У грудні 2020 року видання очолило список ЗМІ за рівнем висвітлення новин міжнародної (62,3 %) та політичної (64,2 %) тематики.
У січні 2021 року видання #Букви потрапило до «білого списку» загальноукраїнських онлайн-медіа, котрі подають майже 100-відсотково якісну інформацію, а саме до переліку з десяти медіа, які набрали найбільше балів за результатами оцінки дотримання професійних стандартів та мали найнижчі показники маніпуляцій, джинси, фейків (станом на серпень 2020 року).
У лютому 2021 року видання знову потрапило до «білого списку» з восьми найякісніших ЗМІ (станом на січень 2021 року). За результатами аналізу ІМІ, рівень дотримання професійних стандартів на цих ресурсах в середньому становив близько 97,8 %.
Видання продемонструвало найвищий рівень дотримання журналістських стандартів і у третьому кварталі 2021 року.
Згідно з даними Інституту масової інформації у четвертому кварталі 2021 року видання увійшло в першу десятку онлайн-медіа за показником дотримання професійних стандартів.